# Marshall Plummer
Marshall Paul Plummer (25 de febrer de 1948 – 25 de març de 2010) fou el primer vicepresident de la Nació Navajo, servint de 1991 a 1995, sota la presidència de Peterson Zah. Va morir el 25 de març de 2010 després d'haver-se-li diagnosticat la fase terminal d'una malaltia pulmonar. Fou esmenat en un article al Farmington Daily Times.